# 바 (술집)

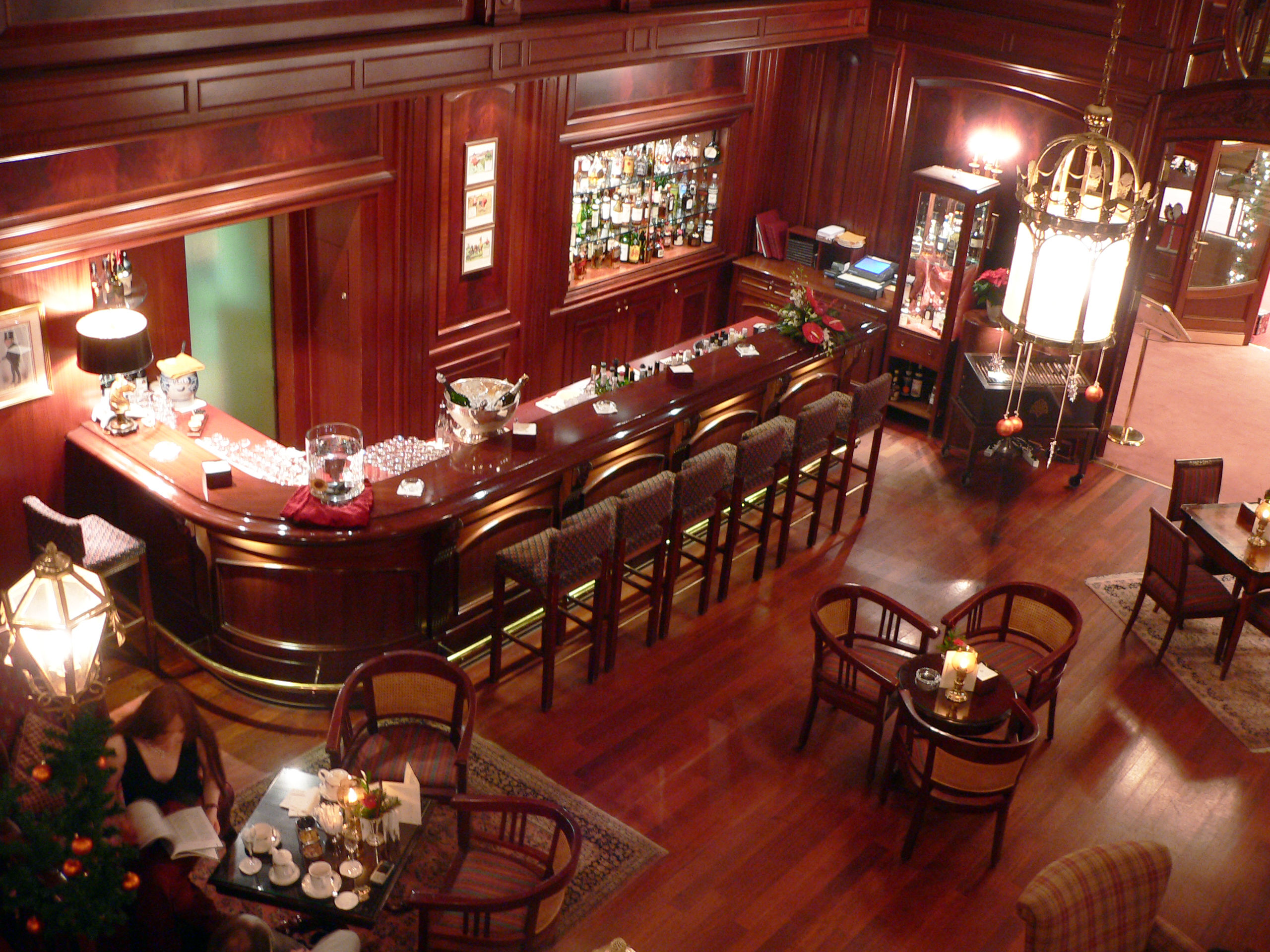
스위스의 호텔 바

바(영어: bar, saloon 또는 tavern)에서는 가게 안에서만 마실 수 있는 음료수(특히 알코올 음료)를 제공한다. 바에는 고객을 위한 길쭉한 카운터와 테이블과 함께 의자가 있다. 어떤 바들은 무대에서 라이브 밴드, 코메디, 고고댄서, 쇼, 스트립쇼 등의 엔터테인먼트를 제공한다. 호텔에 속하는 바들은 가끔 호텔 라운지나 롱바라고도 불린다.
"바"라는 단어는 음료가 서빙되는 카운터에서 나왔고, 그 주변의 모든 것을 포괄하는 비유적 의미를 지닌다. 바 뒷편의 장소엔 병으로 셋팅된 선반(gantry)가 존재한다. 몇몇 바에서 갠트리는 나무장식이나 에칭된 글라스, 거울, 조명 등으로 장식되기도 한다. 음식 또한 바에서 주문하고 식사할 수 있도록 되어있다.

## 스페인의 바
스페인에서 바는 아주 일반적이고 중요한 일부분이다. 스페인에서는, 많은 바들이 심지어 같은 거리에 줄지어 서있기도 한다. 거의 모든 바들은 여름과 같이 날씨가 좋은날, 바 앞의 거리나 플라자 등의 외부에 테이블과 의자를 놓고 장사하기도 한다. 스페인의 바에서는 여러 종류의 샌드위치와 스낵들(타파스나 핀쵸스)이 존재한다. 최근 법개정으로, 몇몇 바에서는 금연을 실시하나 아직은 수가 적은 편이다. 큰 바에서는 언제나 흡연구역이 있는 편이다.
스페인은 1000명 당 6개의 바로 인구수에 비해 바의 수가 많은 편이다. 이 숫자는 영국의 3배, 독일의 4배에 해당하며, 유럽 15개국의 바의 숫자를 합한 것의 2배에 해당하는 바가 존재한다. 스페인에서 바는 특별히 돈을 써야하는 장소가 아닌, 그저 자연스러운 만남의 장소의 의미가 강하다. 이곳에서는 쓰고난 휴지는 바닥에 버리는게 일반화되어있고, 먹고 난 후 지불하는게 일반적이다.
스페인에서는 바에서 음료를 시키면 일반적으로 음식(타파스나 핀초스) 같은 게 무료이다. 그래서 사람들은 일반적으로 아침과 점심 사이, 점심과 저녁사이에 바에가서 음료와 간단한 음식을 같이 시킨다. 그리고 몇몇 바들은 레스토랑과 같이 있어 식사도 가능하다.

## 논란
바도 역시 코로나19 범유행의 새로운 진원지가 될 수도 있다. 대표적인 예로 보면, 이태원에 있는 모 클럽을 중심으로 창궐하여 이 사태가 학교, 쿠팡 물류센터, 어린이집, 학원, 스포츠센터 등은 물론, 심지어는 군소규모의 교회까지 퍼지게 하는 요인이 있기 때문이다. 그래서 바는 코로나를 창궐하게 되는 지역으로 편입시키는 움직임이 있는 것으로 나와 있다.

## 같이 보기
- 비어 가든
- 셀라레트
- 이자카야
- 주크 조인트
- 펍
- 태번
- 웨스턴 살롱